# البطل (فلم 2018)
البطل فيلم درامي وتعريفي تركي أخرجه أحمد كاتيكسيز مع سيركان يوروك عام 2018.

## الشخصيات
- أكين كوش (خالص كاراتاش)
- فرح زينب عبد الله (بيجوم أتامان)
- فكرت كوشكان أوزديمير أتامان
- سيبال تاشجي أوغلو (ميرال أتامان)
- علي ستشكينار أليجي (حسن كاراتاش)
- سيركان إيرجان
- ايردام أكاكتشه (مؤمن تشلغن)
- سيكفان سيرين كايا (جول أغا)
- مروى ألتن كايا (زينب أتامان)
- ميليس سيزان (إسراء أتامان)
- شناي ديدي (لالى أتامان)
- مرت دينيزمان (تونجاي أوشاكلي)
- أوغوز كارا (ايردي كاراتاش)
- نورهان أوزينان (دكتورة نشه)
- بوراك تامدوغان (دكتور هاكان)
- نالان كوروشيم (مليحة كاراتاش)

## وصلات خارجية
مقالات تستعمل روابط فنية بلا صلة مع ويكي بيانات